# Хараишвили, Георгий
Георгий Хараишвили (груз. გიორგი ხარაიშვილი; 29 июля 1996, Марнеули, Грузия) — грузинский футболист, нападающий азербайджанского  клуба «Сумгаит» и сборной Грузии.

## Биография

### Клубная карьера
Начинал профессиональную команду в сезоне 2013/14 в составе клуба «Сабуртало», который на тот момент выступал в первой лиге Грузии. В сезоне 2014/15 вместе с клубом выиграл первую лигу и перешёл в высшую лигу, где выступал на протяжении трёх лет. В 2018 году Хараишвили был отдан в аренду в клуб чемпионата Швеции «Гётеборг», за который сыграл 27 матчей и забил 9 голов. После окончания аренды подписал с «Гётеборгом» полноценный контракт.
18 сентября 2024 года «Сумгаит» подписал контракт на 1+2 года с Хараишвили.

### Карьера в сборной
За основную сборную Грузии дебютировал 23 января 2017 года в товарищеском матче со сборной Узбекистана, в котором вышел на замену на 82-й минуте вместо Сабы Лобжанидзе. Свой первый гол в составе сборной Хараишвили забил 15 октября 2019 года в матче квалификации к чемпионату Европы 2020 года в ворота сборной Гибралтара.

## Достижения
«Сабуртало»
- Победитель первой лиги Грузии: 2014/15